# Milan Panić
Milan Panić, cyr. Милан Панић (ur. 20 grudnia 1929 w Belgradzie) – serbski i amerykański przedsiębiorca oraz polityk, w latach 1992–1993 pierwszy premier Federalnej Republiki Jugosławii.

## Życiorys
Urodził się w rodzinie pochodzenia czarnogórskiego. Gdy miał trzy lata, zmarł jego ojciec. W trakcie II wojny światowej w wieku 14 lat dołączył do Narodowej Armii Wyzwolenia Jugosławii, którą kierował Josip Broz Tito. Po ukończeniu szkoły średniej podjął studia chemiczne na Uniwersytecie w Belgradzie. W młodości uprawiał kolarstwo, był członkiem drużyny narodowej. W połowie lat 50., wykorzystując wyjazd na zawody w Holandii, zdecydował się nie wracać do Jugosławii. Początkowo zamieszkał w RFN, gdzie złożył wniosek o azyl polityczny. Pracował tam zawodowo, jednocześnie kształcąc się na Uniwersytecie w Heidelbergu. W 1956 osiedlił się w Stanach Zjednoczonych, do USA przyjechał, mając – według własnych wspomnień – 20 dolarów. Był pracownikiem naukowym na Uniwersytecie Południowej Kalifornii. W 1963 otrzymał obywatelstwo amerykańskie.
W 1959 założył w garażu w Los Angeles przedsiębiorstwo International Chemical and Nuclear Corporation (ICN), działające w przemyśle farmaceutycznym. Przedsiębiorstwo to stopniowo się rozwijało, stając się międzynarodowym koncernem farmaceutycznym i jedną z największych kompanii operujących na rynku biotechnologicznym. Firma podjęła działalność w kilkudziesięciu krajach, produkując kilkaset produktów leczniczych. Milan Panić stał się multimilionerem, w ICN pełnił funkcję prezesa i dyrektora generalnego. Z funkcji kierowniczych w ICN ustąpił w czerwcu 2002, gdy po serii kontrowersji kontrolę nad radą dyrektorów przejęła grupa opozycyjnych wobec niego inwestorów.
W lipcu 1992, w okresie przemian politycznych, został pierwszym premierem Federalnej Republiki Jugosławii. Funkcję tę zaproponował mu nowo powołany prezydent federalny Dobrica Ćosić. W swoim gabinecie został również ministrem obrony. W grudniu tegoż roku Milan Panić jako kandydat niezależny ubiegał się bezskutecznie o urząd prezydenta Serbii, zajmując drugie miejsce za Slobodanem Miloševiciem, który zwyciężył w pierwszej turze (przy czym prawidłowość przebiegu tych wyborów budziła wątpliwości). W tymże miesiącu parlament na wniosek radykałów przegłosował wotum nieufności wobec premiera. Milan Panić zakończył urzędowanie w lutym 1993, odszedł następnie także z resortu obrony, powracając wkrótce do USA.